# Gerlachov (Bardejov)
 Gerlachov  (in ungherese Gerla, in tedesco Gerlachau) è un comune della Slovacchia facente parte del distretto di Bardejov, nella regione di Prešov.

## Storia
Il villaggio viene citato per la prima volta nel 1330 come località in cui si amministrava la giustizia secondo il diritto germanico  essendo i suoi fondatori coloni tedeschi. All'epoca apparteneva ai Kapy.  Nel XIX secolo passò agli Anhalt.
Il nome del villaggio deriva da quello del cavaliere infeudato della zona e che lo fondò, Gerlach.